# Otsego, Minnesota
Otsego är en stad (city) i Wright County i Minnesota. Vid 2010 års folkräkning hade Otsego 13 571 invånare.